# Paulino Vicente (padre)
Paulino Vicente Rodríguez (Oviedo, 5 de noviembre de 1900 - Oviedo, 13 de agosto de 1990) fue un pintor español, destacando por su habilidad como retratista.

## Biografía
Paulino Vicente comenzó sus estudios en la Escuela de Artes y Oficios de Oviedo, para continuarlos más adelante en la "Escuela Superior de Bellas Artes de San Fernando" en Madrid gracias a una beca de la Diputación Provincial de Oviedo.
Se dio a conocer en la exposición celebrada en Oviedo en las fiestas de San Mateo de 1916.
Tras una estancia en Italia se establece definitivamente en Oviedo en 1931. Como docente en 1933 consigue, mediante oposición, la plaza de profesor de Dibujo en el Instituto local de Sama de Langreo y más tarde la plaza de catedrático en el "Instituto Masculino" de Oviedo. Este último instituto, hoy Alfonso II, tiene su principal aula de Artes Plásticas dedicada a su memoria.
En sus pinturas, Paulino Vicente Rodríguez García, atrapa los matices arquitectónicos de la ciudad de Oviedo, aunque su temática es bastante variada y diversa, incluyendo bodegones, pintura religiosa, retratos y murales. Al terminar la guerra civil realizó encargos con miras a la reconstrucción de la ciudad para varias instituciones, como la Universidad de Oviedo, destruida casi por completo en 1934. También realizó por encargo presentaciones iconográficas para decorar el Teatro Filarmónica de Oviedo o la escolanía del santuario de Covadonga. Entre sus trabajos también son destacables los numerosos retratos de personajes conocidos que realizó, como el de Buñuel o el de Henry Moore. En 1952 fue nombrado restaurdaor de obras de arte de la Diputación Provincial, encontrándose entre los trabajos relacionados con este puesto la restauración del Palacio de Gil de Jaz junto al arquitecto Francisco Somolinos.
A principios de los 70 comienza su serie de retratos "Españoles fuera de España", que incluye retratos de artistas como Luis Buñuel, Jorge Guillén, Pau Casals...En 1971 retrató en América a Pablo Casals, Buñuel y Jorge Guillén
El 28 de marzo de 1979 fue nombrado Hijo Predilecto de Oviedo.
En 1988 se inauguró en el Parque San Francisco una escultura en su homenaje.

## Obras

### Pintura
- De andecha (1925)
- La calle Uría (1935)
- Fray Juan el Pobre (1948)
- Calle Cimadevilla (1952)
- Vidrieras capilla de San José, La Felguera (1952)
- Ventana al jardín (1956)
- El patio de Rosina (1977)
- Mural en el Parador de Puerto de Pajares

### Retratos
- Rogelio Jove Canella (1931)
- Cabeza de Paulinín (1931)
- Margarita Herrero (1931)
- Pilarina (1940)
- Casimira Cienfuegos (1945)
- Pilarina (1954)
- Retrato de Kike (1959)
- Francisco Orejas (1947)
- El Chantre de la Catedral (1952)

### Serie "Españoles fuera de España"
- Luis Buñuel (1971)
- Jorge Guillén (1971)
- Pau Casals (1971)
- Salvador de Madariaga
- Gerardo Diego